# Übereinkommen über eingeborene und in Stämmen lebende Völker in unabhängigen Ländern
Das Übereinkommen über eingeborene und in Stämmen lebende Völker in unabhängigen Ländern (Indigenous and Tribal Peoples Convention) ist ein Übereinkommen der Internationalen Arbeitsorganisation (ILO). Dessen Kurzbezeichnung „ILO 169“ ergibt sich dadurch, dass es das 169. Übereinkommen der ILO seit deren Gründung 1919 ist. Es ist die bis heute einzige internationale Norm, die den indigenen Völkern der Erde rechtsverbindlichen Schutz und Anspruch auf eine Vielzahl von Grundrechten garantiert. Am 15. April 2021 beschloss der Deutsche Bundestag die Ratifizierung des Übereinkommens durch Deutschland als vierundzwanzigster Staat.

## Absicht und Bedeutung
In 44 Artikeln garantiert das „Übereinkommen über indigene und in Stämmen lebende Völker in unabhängigen Ländern“ grundlegende Rechte der indigenen Völker. Die Gesamtzahl der Angehörigen indigener Völker wird auf etwa 350 Millionen Menschen in über 70 Ländern geschätzt. Ihre oftmals jahrtausendealten Kulturen unterscheiden sich zumeist durch ihre besondere Beziehung zur Natur von der herrschenden westlichen Kultur. Jedoch sind ihre Lebensgrundlagen, Land- und Menschenrechte, Bräuche, Werte und traditionellen Gesetze heute mehr und mehr gefährdet. Politische und wirtschaftliche Interessen, die im Zuge der Globalisierung unumgänglich erscheinen, bedrohen die Lebensweise vieler indigener Völker.
Daher erinnert das Übereinkommen Nr. 169 an die Allgemeine Erklärung der Menschenrechte, den Internationalen Pakt über wirtschaftliche, soziale und kulturelle Rechte, den Internationalen Pakt über bürgerliche und politische Rechte und die vielen internationalen Übereinkünfte über die Verhütung von Diskriminierung. Sie erkennt die Bestrebungen dieser Völker an, im Rahmen der Staaten, in denen sie leben, Kontrolle über ihre Einrichtungen, ihre Lebensweise und ihre wirtschaftliche Entwicklung auszuüben und ihre Identität, Sprache und Religion zu bewahren und zu entwickeln.

## Auszüge
Artikel 2
... Es ist Aufgabe der Regierungen, mit Beteiligung der betreffenden Völker koordinierte und planvolle Maßnahmen auszuarbeiten, um die Rechte dieser Völker zu schützen und die Achtung ihrer Unversehrtheit zu gewährleisten. ...
Artikel 3
... Die eingeborenen oder in Stämmen lebenden Völker müssen in den vollen Genuss der Menschenrechte und Grundfreiheiten ohne Behinderung oder Diskriminierung kommen. Die Bestimmungen des Übereinkommens sind ohne Diskriminierung auf männliche und weibliche Angehörige dieser Völker anzuwenden. ...
Artikel 4
... Diese besonderen Maßnahmen (zum Schutz der Völker) dürfen nicht im Widerspruch zu den frei geäußerten Wünschen der betreffenden Völker stehen. ...
Artikel 8
... Bei der Anwendung der innerstaatlichen Gesetzgebung auf die betreffenden Völker sind deren Bräuche oder deren Gewohnheitsrecht gebührend zu berücksichtigen. ...
Artikel 9
... Die strafrechtlichen Bräuche dieser Völker sind von den zuständigen Behörden und Gerichten in Betracht zu ziehen. ...
Artikel 12
Die betreffenden Völker sind gegen den Missbrauch ihrer Rechte zu schützen und müssen die Möglichkeit haben, entweder individuell oder durch ihre Vertretungsorgane, ein Gerichtsverfahren einzuleiten, um den wirksamen Schutz dieser Rechte sicherzustellen. Es sind Maßnahmen zu treffen, um dafür zu sorgen, dass Angehörige dieser Völker in einem Gerichtsverfahren verstehen und verstanden werden können, nötigenfalls mit Hilfe eines Dolmetschers oder durch andere wirksame Mittel.
Artikel 14
... Die Eigentums- und Besitzrechte der betreffenden Völker an dem von ihnen von alters her besiedelten Land sind anzuerkennen. Außerdem sind in geeigneten Fällen Maßnahmen zu ergreifen, um das Recht der betreffenden Völker zur Nutzung von Land zu schützen, das nicht ausschließlich von ihnen besiedelt ist, zu dem sie aber im Hinblick auf ihre der Eigenversorgung dienenden und ihre traditionellen Tätigkeiten von alters her Zugang haben. Besondere Aufmerksamkeit ist diesbezüglich der Lage von Nomadenvölkern und Wanderfeldbauern zu schenken. ...
Artikel 15
... Die Rechte der betreffenden Völker an den natürlichen Ressourcen ihres Landes sind besonders zu schützen. Diese Rechte schließen das Recht dieser Völker ein, sich an der Nutzung, Bewirtschaftung und Erhaltung dieser Ressourcen zu beteiligen. ...

## Ratifikation

Ratifikationsstaaten der ILO 169

Das Übereinkommen wurde am 27. Juni 1989 von der Generalversammlung (heute: Internationale Arbeitskonferenz) der ILO verabschiedet und trat am 5. September 1991 in Kraft. Ratifiziert wurde es bislang nur von 24 Staaten (Stand: 2018; in Klammern das Datum der Ratifizierung):
- Mexiko (1990)
- Norwegen (1990)
- Argentinien (1991)
- Bolivien (1991)
- Kolumbien (1991)
- Costa Rica (1993)
- Paraguay (1993)
- Peru (1994)
- Honduras (1995)
- Dänemark (1996)
- Guatemala (1996)
- Ecuador (1998)
- Fidschi (1998)
- Niederlande (1998)
- Brasilien (2002)
- Dominica (2002)
- Venezuela (2002)
- Nepal (2007)
- Spanien (2007)
- Chile (2008)
- Nicaragua (2010)
- Zentralafrikanische Republik (2010)
- Luxemburg (2018)
- Deutschland (2021)

Bedeutende Staaten, in denen indigene Völker leben, wie Kanada, die USA, Russland, China, Schweden, Finnland und Australien, haben sich bisher nicht zum Übereinkommen bekannt.

Am 17. Oktober 2012 scheiterten SPD und Grüne im Bundestag im Ausschuss für wirtschaftliche Zusammenarbeit und Entwicklung mit dem Antrag zur Ratifikation der Konvention durch Deutschland. Die Regierungskoalition aus CDU/CSU und FDP lehnte den Antrag unter Verweis auf mögliche Haftungs- und Prozessrisiken für deutsche Unternehmen ab. Nach mehreren weiteren Anläufen wurde die Konvention schließlich zur Beschlussfassung in zweiter und dritter Lesung auf die Tagesordnung des Bundestages am 15. April 2021 gesetzt. Die Fraktionen von Union, SPD, Grünen, Linken und FDP stimmten für das Gesetz zur Ratifizierung, nur die AfD stimmte dagegen. Damit ist die Ratifizierung beschlossen.

## Deklaration der Rechte indigener Völker
2007 wurde von der UN-Generalversammlung nach jahrzehntelangen Diskussionen die Deklaration der Rechte indigener Völker (UNDRIP) mit breiter Mehrheit verabschiedet, die seit 2016 auch von allen zunächst ablehnend votierenden Staaten unterstützt wird. Das Dokument formuliert ausführlich indigene Rechte und erhebt politische Forderungen zu ihrer Umsetzung, ist jedoch nicht völkerrechtlich verbindlich.